# Lissodynerus simillimus
Lissodynerus simillimus är en stekelart som beskrevs av Giordani Soika 1995. Lissodynerus simillimus ingår i släktet Lissodynerus och familjen Eumenidae. Inga underarter finns listade i Catalogue of Life.